# Vilamar
Vilamar is een plaats (freguesia) in de Portugese gemeente Cantanhede en telt 770 inwoners (2001).